# 维克托·维克托罗维奇·杜博沃伊
维克托·维克托罗维奇·杜博沃伊（俄语：Виктор Викторович Дубовой，1961年11月25日—2019年4月29日），苏联及俄罗斯军事人物，俄罗斯海军航空兵上校，俄罗斯联邦英雄。

## 生平
1961年生于新沙赫京斯克。1978年开始在苏联海军服役。1982年毕业于叶伊斯克高等军事航空学校。毕业后在波羅的海艦隊服役。
苏联解体后，加入俄罗斯联邦。1992年成为俄罗斯北方舰队谢韦罗莫尔斯克-3海军基地第279舰载机独立团中队长。1994年，是俄罗斯第一批成功降落在库兹涅佐夫号航空母舰上的舰载战机飞行员之一。
2000年毕业于库兹涅佐夫海军学院。2009年退役。2019年4月29日去世。葬于联邦军人纪念公墓。

## 荣誉
获红星勋章和勇气勋章各一枚，1999年获得俄罗斯联邦英雄荣誉称号，2002年获得俄罗斯联邦功勋军事飞行员称号。